# Jeanne Calment
Jeanne Louise Calment (phát âm tiếng Pháp: [ʒan lwiz kalmɑ̃]; 21 tháng 2 năm 1875 – 4 tháng 8 năm 1997) là một phụ nữ Pháp được công nhận là người có tuổi thọ được chứng thực cao nhất trong lịch sử, hưởng thọ 122 năm, 164 ngày. Bà đã sống ở Arles, Pháp cả đời và sống thọ hơn cả con gái và cháu trai của mình vài thập kỷ. Calment trở nên nổi tiếng đặc biệt từ khi bà 113 tuổi, khi đó có nhiều nhà báo đã đến Arles nhân lễ kỉ niệm 100 năm chuyến thăm của Vincent van Gogh.
Calment trở thành người sinh vào thập niên 1870 còn sống cuối cùng được ghi nhận khi bà Tane Ikai người Nhật (sinh 1879) mất ngày 12 tháng 7 năm 1995, và do đó, bà là người sống thọ hơn bất cứ người cùng thời nào khác cho đến lúc bà qua đời hơn hai năm sau đó.

## Tuổi trẻ

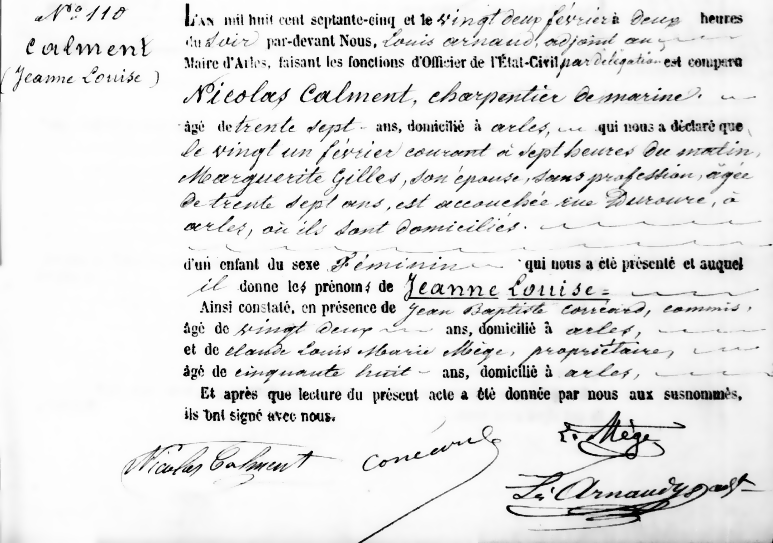
Giấy khai sinh của Jeanne Calment

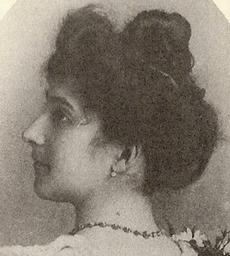
Calment ở tuổi 20 năm 1895

Calment sinh ra tại Arles, Bouches-du-Rhône, Provence-Alpes-Côte d'Azur ngày 21 tháng 2 năm 1875. Cha bà, Nicolas Calment (28 tháng 1, 1838 – 22 tháng 1 năm 1931), là một thợ đóng tàu, và mẹ của bà, Marguerite Gilles (20 tháng 2 năm 1838 – 18 tháng 9 năm 1924), xuất thân từ một gia đình chủ cối xay gió. Một số người thân của bà cũng sống rất thọ mặc dù không ai sống cố định một nơi lâu như Jeanne: anh trai François của bà sống thọ 97 tuổi, cha của bà mất trước sinh nhật thứ 93 sáu ngày, còn mẹ của bà hưởng thọ 86 năm.
Theo lời Calment, bà đã gặp Vincent van Gogh lúc 13 tuổi, khi ông đi vào xưởng của cha bà năm 1888. Bà thấy van Gogh là người "lem luốc", ăn mặc tồi tàn và hay cau có."

## Đời tư
Năm 1896, ở tuổi 21, bà cưới người anh họ Fernand Nicolas Calment là một chủ cửa hàng giàu có. Ông nội hai người là anh em ruột và bà nội của họ cũng là chị em ruột. Tiền bạc của chồng giúp cho Calment không bao giờ phải lao động; bà có một cuộc sống nhàn hạ, theo đuổi những sở thích như là quần vợt, đạp xe, bơi lội, trượt patin, piano và opera. Fernand mất năm 1942 ở tuổi 73 sau khi ăn bữa tráng miệng với quả anh đào nấu chín.
Họ có một người con duy nhất.
Năm 1965, đã 90 tuổi mà không có người thừa kế, Calment đã ký thỏa thuận bán căn hộ cũ của mình cho luật sư André-François Raffray, đây là một hợp đồng trọn đời. Raffray, khi đó 47 tuổi, đồng ý trả cho Calment 2.500 francs hàng tháng cho đến khi bà qua đời. Tổng cộng Raffray đã trả cho Calment số tiền tương đương với hơn 180.000$, hơn gấp đôi giá trị căn hộ. Sau khi Raffray mất vì ung thư năm 1995 khi 77 tuổi, vợ của ông vẫn tiếp tục trả tiền số tiền đó đến tận khi Calment qua đời. Trong suốt những năm đó, Calment thường nói với họ rằng bà "đã cạnh tranh với Methuselah".